# ساوت گیت ریدج (فلوریدا)
ساوت گیت ریدج (به انگلیسی: South Gate Ridge) یک منطقهٔ مسکونی در ایالات متحده آمریکا است که در شهرستان ساراسوتا، فلوریدا واقع شده‌است. ساوت گیت ریدج ۴٫۷ کیلومتر مربع مساحت و ۵٬۶۸۸ نفر جمعیت دارد و ۹ متر بالاتر از سطح دریا واقع شده‌است.